# Voltlage
Voltlage település Németországban, azon belül Alsó-Szászország tartományban. Lakosainak száma 1822 fő (2023. december 31.). Voltlage Fürstenau, Merzen, Neuenkirchen, Hopsten és Recke községekkel határos.

## Népesség
A település népességének változása:
| Lakosok száma | 1702 | 1717 | 1732 | 1811 | 1839 | 1822 |
|               | 2016 | 2017 | 2019 | 2021 | 2022 | 2023 |